# Église Saint-Constantin-et-Sainte-Hélène de Voždovac
Pour les articles homonymes, voir Église Saint-Constantin-et-Sainte-Hélène.
L'église Saint-Constantin et Sainte-Hélène de Voždovac (en serbe cyrillique : Црква Светог цара Константина и Свете царице Јелене ; en serbe latin : Crkva Svetog cara Konstantina i Svete carice Jelene) est une église orthodoxe située à Belgrade, la capitale de la Serbie, dans la municipalité urbaine de Voždovac. Elle a été construite en 1911.